# پتشتادت
پتشتادت (به آلمانی: Pettstadt) یک شهر در آلمان است که در بامبرگ واقع شده‌است. پتشتادت ۱٬۹۲۳ نفر جمعیت دارد.